# Ichthyodes biguttula
Ichthyodes biguttula là một loài bọ cánh cứng trong họ Cerambycidae.